# دراگودان
دراگودان (به بلغاری: Dragodan) یک منطقهٔ مسکونی در بلغارستان است که در شهرستان کوچرینوفو واقع شده‌است.
 دراگودان ۸٫۷۳۳ کیلومتر مربع مساحت و ۸۶ نفر جمعیت دارد و ۳۸۶ متر بالاتر از سطح دریا واقع شده‌است.